# Primera División de Chile 1965
El Campeonato Nacional de Fútbol de la Primera División de 1965 fue el torneo disputado en la 33.ª temporada de la máxima categoría del fútbol profesional chileno, con la participación de 18 equipos.
El torneo se jugó en dos rondas con un sistema de todos-contra-todos. El campeón fue Universidad de Chile, que logró su quinta estrella y su primer bicampeonato.

## Tabla Final
| Pos | Equipo               | PJ | PG | PE | PP | GF | GC | Dif | Pts |
| --- | -------------------- | -- | -- | -- | -- | -- | -- | --- | --- |
| 1   | Universidad de Chile | 34 | 25 | 7  | 2  | 86 | 36 | 50  | 57  |
| 2   | Universidad Católica | 34 | 21 | 9  | 4  | 71 | 39 | 32  | 51  |
| 3   | Rangers              | 34 | 18 | 8  | 8  | 76 | 63 | 13  | 44  |
| 4   | Palestino            | 34 | 16 | 11 | 7  | 70 | 42 | 28  | 43  |
| 5   | Everton              | 34 | 17 | 7  | 10 | 76 | 52 | 24  | 41  |
| 6   | Green Cross-Temuco   | 34 | 14 | 7  | 13 | 51 | 46 | 5   | 35  |
| 7   | Colo-Colo            | 34 | 11 | 12 | 11 | 65 | 55 | 10  | 34  |
| 8   | Audax Italiano       | 34 | 12 | 10 | 12 | 43 | 39 | 4   | 34  |
| 9   | Deportes La Serena   | 34 | 12 | 10 | 12 | 57 | 59 | -2  | 34  |
| 10  | Santiago Wanderers   | 34 | 13 | 7  | 14 | 55 | 54 | 1   | 33  |
| 11  | O'Higgins            | 34 | 11 | 11 | 12 | 49 | 53 | -4  | 33  |
| 12  | Unión Española       | 34 | 12 | 7  | 15 | 74 | 66 | 8   | 31  |
| 13  | Magallanes           | 34 | 11 | 9  | 14 | 41 | 57 | -16 | 31  |
| 14  | Unión San Felipe     | 34 | 13 | 3  | 18 | 59 | 86 | -27 | 29  |
| 15  | Santiago Morning     | 34 | 4  | 18 | 12 | 43 | 59 | -16 | 26  |
| 16  | San Luis             | 34 | 5  | 13 | 16 | 46 | 67 | -21 | 23  |
| 17  | Unión La Calera      | 34 | 8  | 7  | 19 | 41 | 73 | -32 | 23  |
| 18  | Coquimbo Unido       | 34 | 1  | 8  | 25 | 24 | 81 | -57 | 10  |

PJ=Partidos jugados; PG=Partidos ganados; PE=Partidos empatados; PP=Partidos perdidos; GF=Goles a favor; GC=Goles en contra; Dif=Diferencia de gol; Pts=Puntos
|  | Campeón. Clasifica a Copa Libertadores 1966. |
|  | Clasifica a Copa Libertadores 1966.          |
|  | Desciende a Segunda División                 |

## Campeón
| Universidad de Chile           |
| Universidad de Chile 5º Título |

## Goleadores
Goleadores del torneo.
| Jugador              | Jugador         | Goles | Equipo  |
| -------------------- | --------------- | ----- | ------- |
| Bandera de Argentina | Héctor Scandoli | 25    | Rangers |